# Athanasios Ikonomu
Athanasios Ikonomu –en griego, Αθανάσιος Οικονόμου; también conocido como Thanasis Oikonomou– (Atenas, 2 de abril de 1978) es un deportista griego que compitió en natación, especialista en el estilo libre.
Ganó una medalla de bronce en el Campeonato Europeo de Natación de 2002 y unha medalla de bronce en el Campeonato Europeo de Natación en Piscina Corta de 2002.

## Palmarés internacional
| Campeonato Europeo                  | Campeonato Europeo | Campeonato Europeo | Campeonato Europeo |
| Año                                 | Lugar              | Medalla            | Prueba             |
| ----------------------------------- | ------------------ | ------------------ | ------------------ |
| 2002                                | Berlín (Alemania)  | Medalla de bronce  | 4 × 200 m libre    |
| Campeonato Europeo en Piscina Corta |                    |                    |                    |
| Año                                 | Lugar              | Medalla            | Prueba             |
| 2002                                | Riesa (Alemania)   | Medalla de bronce  | 400 m libre        |